# تانسور ضربه انرژی الکترومغناطیسی
در فیزیک، تانسور ضربه انرژی الکترومغناطیسی قسمتی از تانسور ضربه-انرژی ، ناشی از میدان الکترومغناطیسی است.

## تعریف

### دستگاه SI
در فضای آزاد و در فضازمان تخت، تانسور ضربه انرژی الکترومغناطیسی در دستگاه SI چنین است:
{\displaystyle T^{\mu \nu }={\frac {1}{\mu _{0}}}\left[F^{\mu \alpha }F_{\ \alpha }^{\nu }-{\frac {1}{4}}\eta ^{\mu \nu }F_{\alpha \beta }F^{\alpha \beta }\right]\,.}
که در آن {\displaystyle F^{\mu \nu }} تانسور الکترومغناطیسی و {\displaystyle \eta _{\mu \nu }} متریک مینکوفسکی با قطر (+++−) است. به تقارن تانسور {\displaystyle T^{\mu \nu }} توجه کنید.
به طور صریح در فرم ماتریسی رابطه‌ی بالا چنین است:
{\displaystyle T^{\mu \nu }={\begin{bmatrix}{\frac {1}{2}}\left(\epsilon _{0}E^{2}+{\frac {1}{\mu _{0}}}B^{2}\right)&S_{x}/c&S_{y}/c&S_{z}/c\\S_{x}/c&-\sigma _{xx}&-\sigma _{xy}&-\sigma _{xz}\\S_{y}/c&-\sigma _{yx}&-\sigma _{yy}&-\sigma _{yz}\\S_{z}/c&-\sigma _{zx}&-\sigma _{zy}&-\sigma _{zz}\end{bmatrix}},}
در این ماتریس،  {\displaystyle \mathbf {S} } بردار پوئینتینگ است:
{\displaystyle \mathbf {S} ={\frac {1}{\mu _{0}}}\mathbf {E} \times \mathbf {B} ,}
و {\displaystyle \sigma _{ij}} مولفه‌های تانسور تنش ماکسول هستند:
{\displaystyle \sigma _{ij}=\epsilon _{0}E_{i}E_{j}+{\frac {1}{\mu _{0}}}B_{i}B_{j}-{\frac {1}{2}}\left(\epsilon _{0}E^{2}+{\frac {1}{\mu _{0}}}B^{2}\right)\delta _{ij}.}
c هم سرعت نور است.

### دستگاه CGS
برای نوشتن روابط در دستگاه گاؤسی می‌توان ثابت گذردهی خلأ و ثابت تراوایی خلاء را در روابط بالا چنین جایگزین کرد:
{\displaystyle \epsilon _{0}={\frac {1}{4\pi }},\quad \mu _{0}=4\pi \,}
بنابراین روابط قسمت قبل چنین خواهند شد:
{\displaystyle T^{\mu \nu }={\frac {1}{4\pi }}[F^{\mu \alpha }F^{\nu }{}_{\alpha }-{\frac {1}{4}}\eta ^{\mu \nu }F_{\alpha \beta }F^{\alpha \beta }]\,.}
و به صورت صریح:
{\displaystyle T^{\mu \nu }={\begin{bmatrix}{\frac {1}{8\pi }}(E^{2}+B^{2})&S_{x}/c&S_{y}/c&S_{z}/c\\S_{x}/c&-\sigma _{xx}&-\sigma _{xy}&-\sigma _{xz}\\S_{y}/c&-\sigma _{yx}&-\sigma _{yy}&-\sigma _{yz}\\S_{z}/c&-\sigma _{zx}&-\sigma _{zy}&-\sigma _{zz}\end{bmatrix}}}
توجه کنید که در دستگاه گاؤسی، بردار پوئینتینگ چنین است:
{\displaystyle \mathbf {S} ={\frac {c}{4\pi }}\mathbf {E} \times \mathbf {B} .}
تانسور ضربه انرژی میدان الکترومغناطیسی در محیط دی‌الکتریک کمتر شناخته شده است و موضوع مباحثه هنوز حل نشده‌ی آبراهام−مینکوفسکی است.<ref>Pfeifer et al., Rev. Mod. Phys. 79, 1197 (2007)  را ببینید. /ref>
مولفه‌ی {\displaystyle T^{\mu \nu }\!} از تانسور انرژی−تکانه بیانگر شار مولفه‌ی μام چارتکانه ی میدان الکترومغناطیسی، {\displaystyle P^{\mu }\!} ، گذرنده از یک ابرصفحه  است. ({\displaystyle x^{\nu }} ثابت ). این تانسور بیان‌کننده‌ی سهم الکترومغناطیس در منشأ میدان گرانشی (انحنای فضازمان) در نسبیت عام است.

## قوانین پایستگی
با کمک تانسور ضربه انرژی الکترومغناطیسی می‌توان قوانین پایستگی تکانه‌ی خطی و انرژی در الکترومغناطیس را به صورتی فشرده نوشت. دیورژانس تانسور ضربه تنرژی چنین است:
{\displaystyle \partial _{\nu }T^{\mu \nu }+\eta ^{\mu \rho }\,f_{\rho }=0\,}
که در آن {\displaystyle f_{\rho }} نیروی لورنتز (در ۳ بعد) وارد بر ماده بر واحد حجم است.
این معادله هم‌ارز با قوانین پایستگی معروف الکترومغناطیس در ۳ بعد است
{\displaystyle {\frac {\partial u_{\mathrm {em} }}{\partial t}}+\mathbf {\nabla } \cdot \mathbf {S} +\mathbf {J} \cdot \mathbf {E} =0\,}
{\displaystyle {\frac {\partial \mathbf {p} _{\mathrm {em} }}{\partial t}}-\mathbf {\nabla } \cdot \sigma +\rho \mathbf {E} +\mathbf {J} \times \mathbf {B} =0\,}
که اولی پایستگی انرژی :
{\displaystyle u_{\mathrm {em} }={\frac {\epsilon _{0}}{2}}E^{2}+{\frac {1}{2\mu _{0}}}B^{2}\,}
و دومی پایستگی تکانه خطی را بیان می‌کند:
{\displaystyle \mathbf {p} _{\mathrm {em} }={\mathbf {S}  \over {c^{2}}}}
J نیز چگالی جریان الکتریکی و  ρ چگالی بار الکتریکی را نشان می‌دهد.